# Джентльмен в Москве
«Джентльмен в Москве»(англ. A Gentleman in Moscow) — художественный сериал режиссёра Сэма Миллера. Сюжет сериала основан на книге Амора Тоулза. Главные роли исполнят Юэн Макгрегор и Мэри Элизабет Уинстед.
Премьера состоялась на Paramount+ и Showtime.

## Сюжет
Сюжет сериала рассказывает о графе Александре Ростове, который лишился титула и состояния после революции 1917 года. Избежав казни, он оказывается сослан в чердачную комнату роскошного отеля «Метрополь», откуда ему приходится наблюдать за бурными событиями истории. Обстоятельства дают Ростову возможность войти в гораздо больший мир эмоциональных открытий. Построив новую жизнь в стенах отеля, он открывает для себя истинную ценность дружбы, семьи и любви.

## В ролях
- Юэн Макгрегор — граф Александр Ростов
- Мэри Элизабет Уинстед — Анна Урбанова

## Производство
О начале работы стало известно в августе 2022 года, когда Юэн Макгрегор получил роль в будущем сериале. В феврале 2023 года к актёрскому составу присоединилась Мэри Элизабет Уинстед. Шоураннерами проекта выступят Бен Вэнстоун, Том Харпер, Ксавьер Маршан.
Съёмки проходят в Манчестере.

## Список эпизодов
| № | Название                                          | Режиссёр      | Автор сценария | Дата премьеры  |
| - | ------------------------------------------------- | ------------- | -------------- | -------------- |
| 1 | «Мастер обстоятельств» «A Master of Circumstance» | Сэм Миллер    | Бен Вэнстоун   | 29 марта 2024  |
| 2 | «Приглашение» «An Invitation»                     | Сэм Миллер    | Бен Вэнстоун   | 5 апреля 2024  |
| 3 | «Последний Ростов» «The Last Rostov»              | Сара О'Горман | Бен Вэнстоун   | 12 апреля 2024 |
| 4 | «Хорошие времена» «Good Times»                    | Сара О'Горман | Бен Вэнстоун   | 19 апреля 2024 |
| 5 | «Прибытие» «An Arrival»                           | Сара О'Горман | Бен Вэнстоун   | 26 апреля 2024 |
| 6 | «Падение» «The Fall»                              | Сэм Миллер    | Нисса Мутхи    | 3 мая 2024     |
| 7 | «Ассамблея» «An Assembly»                         | Сэм Миллер    | Бен Вэнстоун   | 10 мая 2024    |
| 8 | «Прощай» «Adieu»                                  | Сэм Миллер    | Бен Вэнстоун   | 17 мая 2024    |